# Zapatos de tacón

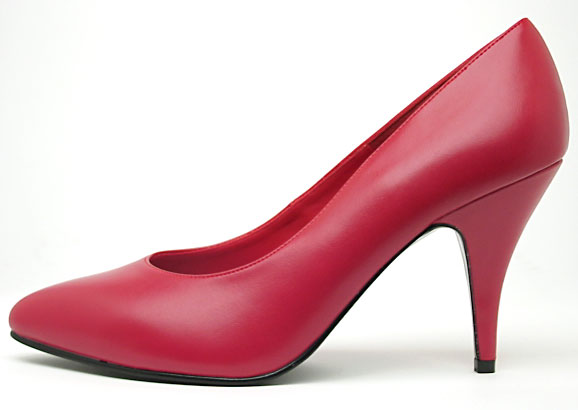
Zapatos femeninos de color rojo que muestran un tacón de estilo Sabrina

Los zapatos de tacón, zapatos de tacón o simplemente tacones son un tipo de calzado que se caracteriza por elevar el talón sobre la altura de los dedos de los pies. Cuando los dedos de los pies y el talón se elevan por igual se denominan zapatos de plataforma. El efecto de este tipo de calzado es el de parecer más alto. Los zapatos de tacones altos han derivado en una gran variedad de formas y estilos entre ellos se encuentran los tacones de aguja (stilettos), los pumps, blocks, tapered, blade y wedge. Algunos tipos de   bota de algunos tipos se consideran también como calzado de tacones altos, un ejemplo son las botas de cowboy.

## Historia
Los zapatos de tacón se han usado para comunicar nacionalidad, afiliación profesional, género, y status social. Los zapatos altos han sido utilizados como elemento de afirmación en la historia de occidente. En la Europa de principios del siglo XVII, los tacones eran una seña de masculinidad y alto status social. No fue hasta finales de siglo cuando esta tendencia se abrió a la moda de las mujeres. Para el siglo XVIII los zapatos de tacón se especializaron por géneros: los tacones para hombre eran cuadrados gruesos añadidos a las botas de montar o a botas formales, mientras que los tacones de mujer eran estrechos y puntiagudos y se añadían a zapatos tipo pantufla. Para el siglo XX, los zapatos de tacón alto estilizado representaban la feminidad; sin embargo, el tacón ancho en botas o zuecos era aceptado para hombres. Hasta 1950, los zapatos estaban hechos de madera, pero en los últimos años se realizan en materiales variados como cuero, ante y plástico.
Ya aparecen ilustraciones del antiguo Egipto en el que se representan hombres y mujeres sobre zapatos elevados. Se piensa que el origen de los zapatos de tacón se remonta al siglo XV cuando el uso de los estribos en el manejo de caballerizas hacía necesario que el pie encajara en el estribo durante las maniobras con caballos, este es el fundamento de las botas de cowboy actuales. En algunos dibujos de Leonardo Da Vinci aparecen ilustraciones de zapatos de tacón alto relacionados con el manejo de caballos.
En la boda que se contrajo entre Enrique II de Francia y Catalina de Médici, ella llegó a lucir zapatos de tacón alto, que empezaron a popularizarse gracias a la celebración de este evento. En 1660 un zapatero denominado Nicolás Lestage fue capaz de realizar unos zapatos de tacón alto para el rey Luis XIV, este diseño pronto hizo su variante para mujeres e incluso madame de Pompadour llegó a vestirlos haciendo de su estilo un nombre "tacones pompadour". 
El nombre de Stiletto en algunos idiomas, se le atribuye al comerciante y diseñador italiano Giacomo Pirandelli barón de Styletto, quien diseñó y produjo a finales de la década de 1760 un calzado con un vástago (tacón de aguja) necesario para las maniobras ecuestres de los jinetes y como soporte para las espuelas.En 1923, Salvatore Ferragamo creó unos zapatos salón de tacón fino que traspasaron fronteras y se introdujeron en el mundo de Hollywood al aparecer en la película Los diez mandamientos. Desde entonces, muchos han sido los creadores italianos que han seguido sus pasos: Aquazzura y Casadei son solo algunas de las firmas que triunfan con sus tacones de vértigo.  
Algunos historiadores atribuyen a los Hititas la creación de los primeros tacones por clavar tachuelas de hierro en las suelas de zapatos. Pero otros reconocen que los tacones fueron un invento del siglo XV en la Grecia Antigua.
Hoy en día los zapatos de tacones se usan generalmente para las mujeres, con la excepción de las botas de cowboy los tacones de flamenco que se reparten entre ambos sexos. El diseñador colombiano Richard Joyas da el mérito al zapato como accesorio para el pie convirtiéndolo en una joyería. La moda de los tacones es un elemento ropa interior femenina inicia en bailes de cabaret, tugurios y burdeles.

## Características

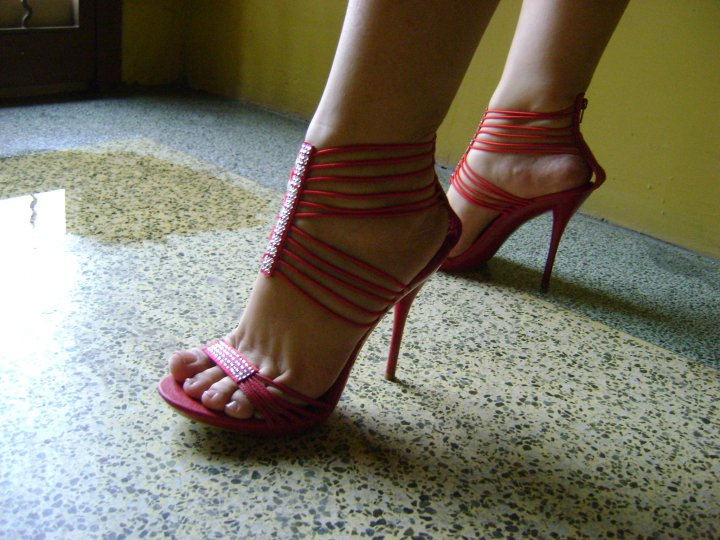
Sandalias femeninas con tacón aguja.

Los zapatos de tacón poseen diversas categorías. Una de las más aplicadas es la que incluye la altura del tacón; los grandes diseñadores de moda como pueden ser Jimmy Choo y Gucci consideran que un zapato con menos de 6 centímetros es "tacón bajo", mientras que un tacón entre los 6 y los 8,5 centímetros es de "tacón mediano". Cualquier zapato que pase de los 8,5 centímetros es entendido como de "tacón alto". Los zapatos de tacones extremadamente altos se suelen emplear en los entornos fetichistas como simple exhibición.
Este tipo de calzado también se usa en concursos de belleza, principalmente para estilizar la caminata en pasarela.

## Lesiones
El zapato de tacón puede incrementar el riesgo de desarrollar osteoartritis, dolor músculo-esquelético, implica doblar las rodillas y arquear la espalda, agrega más estrés a las rótulas y esto a su vez desgasta el cartílago, igualmente se asocia a un alto riesgo de caída, el desarrollo de deformidades en los pies y de venas varicosas.

## Galería

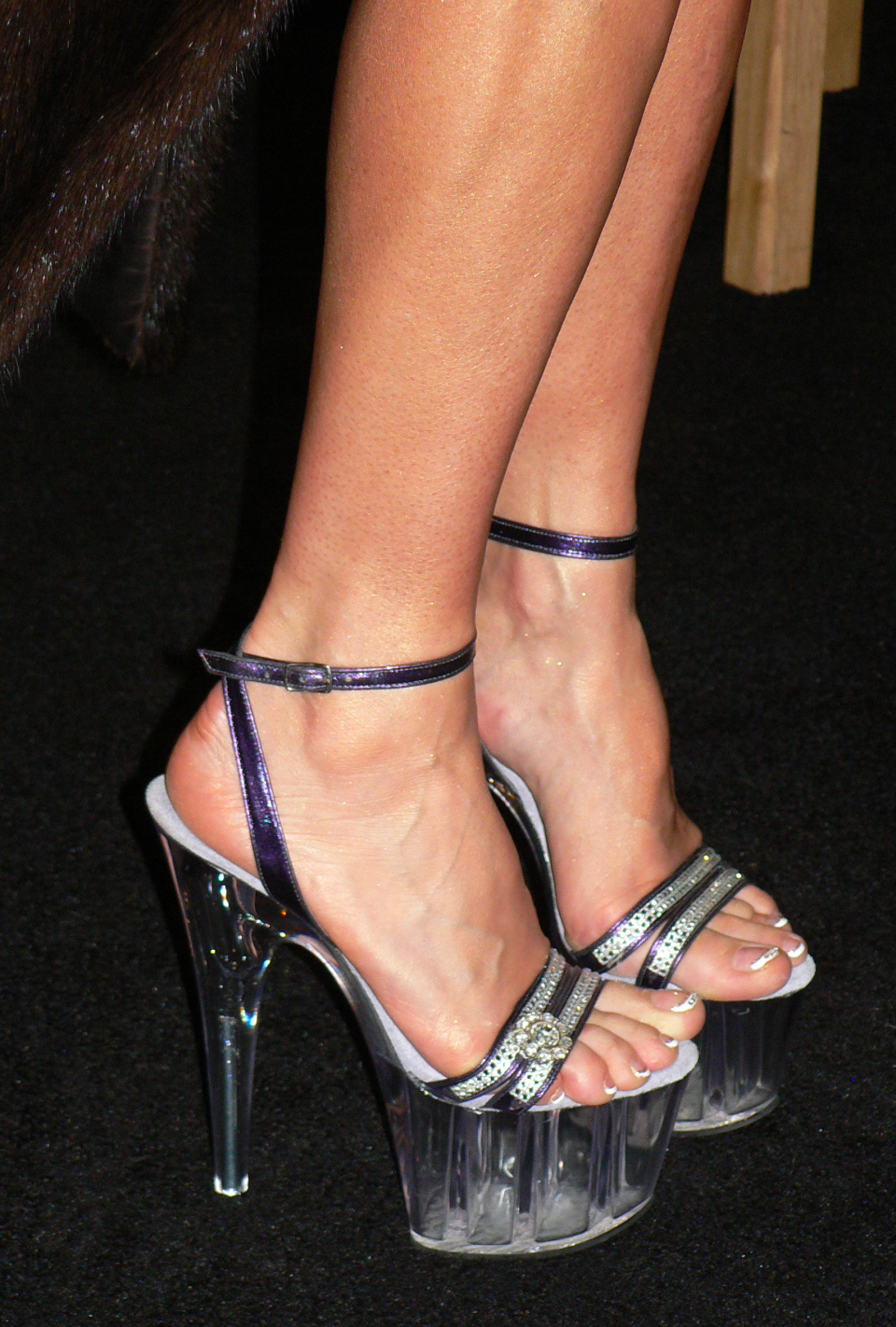
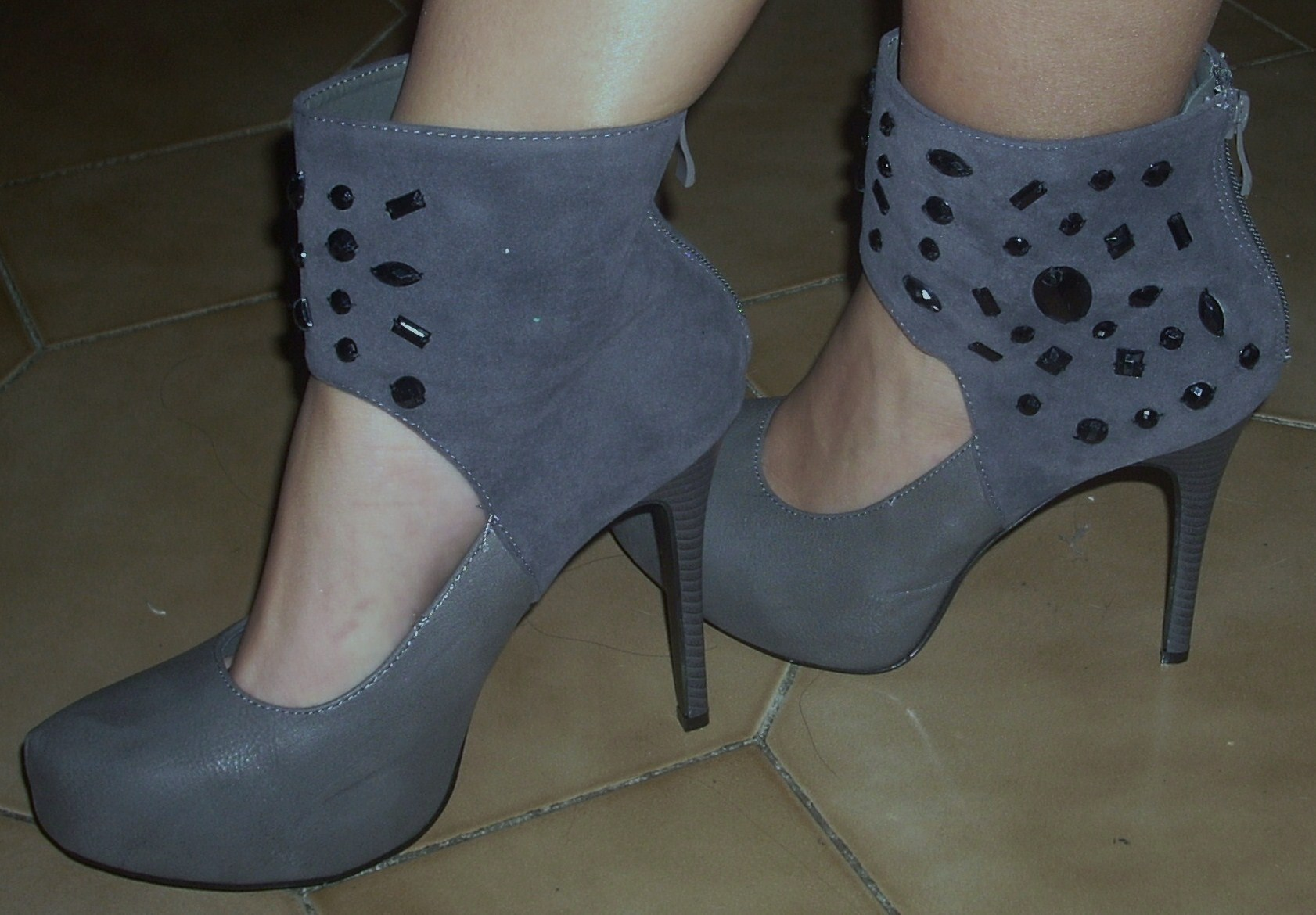
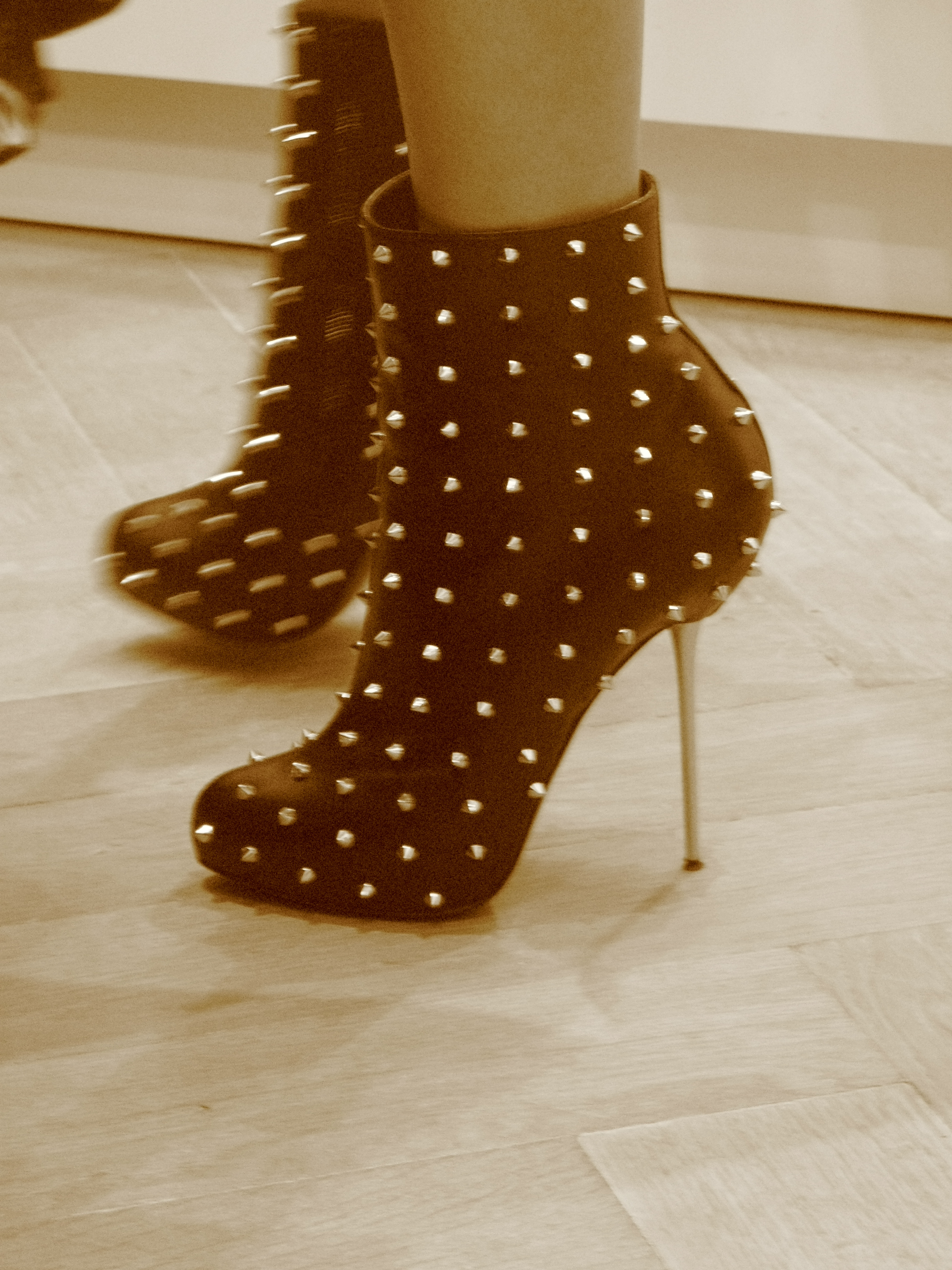
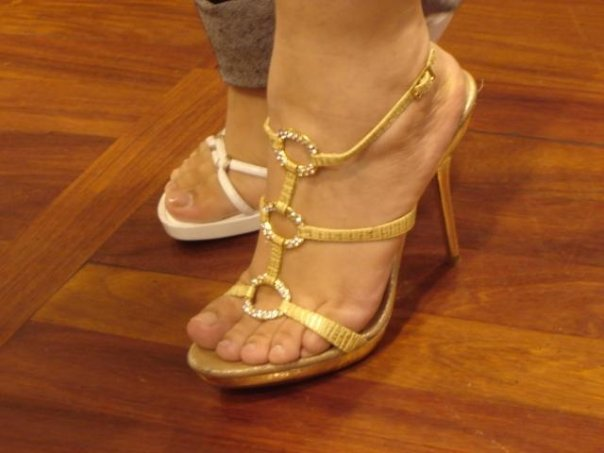
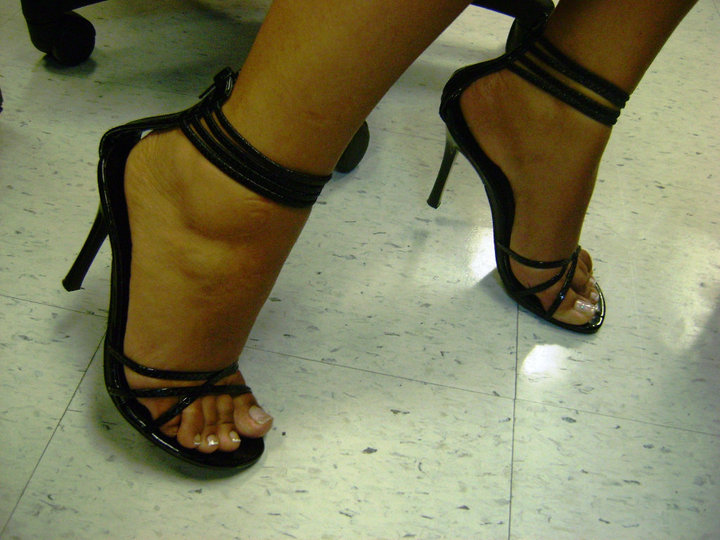
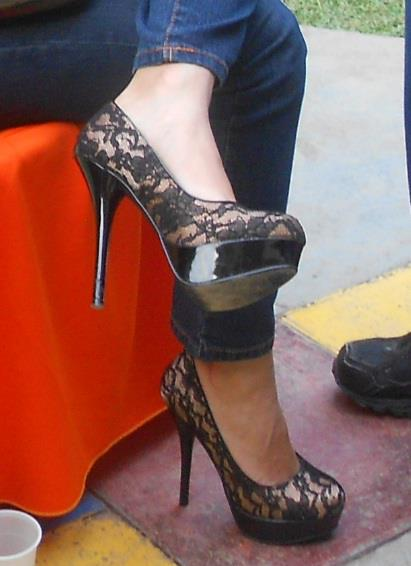
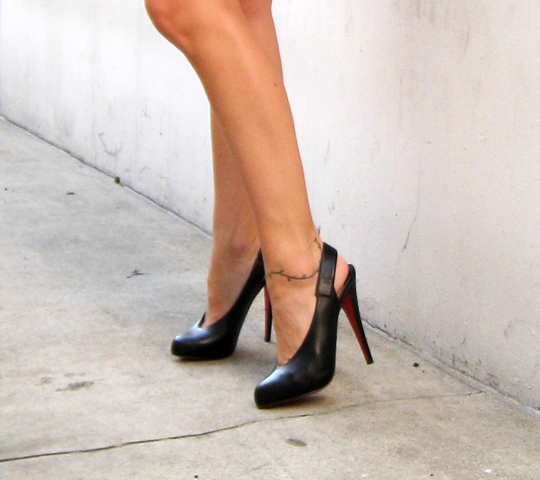